# Rudy (película)
Rudy es una película de 1993 dirigida por David Anspaugh. Está basada en la historia real de Daniel "Rudy" Ruettiger, hijo, quien tenía el sueño de jugar fútbol americano para la Universidad de Notre Dame a pesar de los obstáculos que encontraba en su camino. Fue la primera película cuya administración de la universidad permitió filmar en el campus desde "Knute Rockne: All American" en 1940. En 2005 Rudy fue nombrada una de las 25 mejores películas deportivas en dos encuestas realizadas por ESPN (#24 en la encuesta realizada a un panel de expertos y #4 por los usuarios de espn.com).
La película fue estrenada el 13 de octubre de 1993 por TriStar Pictures. Está protagonizada por Sean Astin como el personaje del título, junto con Ned Beatty, Jason Miller y Charles S. Dutton. El guion fue escrito por Angelo Pizzo, que creó Hoosiers (1986). La película fue filmada en Illinois e Indiana.

## Argumento
Daniel Eugene "Rudy" Ruettiger, Jr., (Sean Astin), crece en Joliet, Illinois, y sueña con jugar a fútbol americano colegial en la Universidad de Notre Dame. Si bien logra un cierto éxito con su equipo de la escuela preparatoria Católica Joliet, carece de las calificaciones y del dinero para asistir a Notre Dame, por no mencionar el tamaño y el físico. Ruettiger era mucho más pequeño que un jugador de fútbol americano promedio con 1,68 m (5'6") y un peso de 75 kg, (165 libras).
Ruettiger consigue un empleo en una siderurgica local, con su papá Daniel Ruettiger, Sr., (Ned Beatty), un fanático de Notre Dame y se prepara para casarse con su novia Sherry (Lili Taylor). Pero cuando Pete (Christopher Reed), su mejor amigo fallece en una explosión accidental en la fábrica, Rudy decide seguir su sueño de asistir a Notre Dame y jugar con los Irish Fighters (irlandeses peleadores de Notre Dame en español), aunque todo el mundo le dice que eso es imposible.
Rudy viaja al campus de Notre Dame para tratar de ser admitido. Con la ayuda del padre John Cavanaugh (Robert Prosky), quien erróneamente piensa inicialmente que Rudy quiere convertirse en sacerdote, aclarada la confusión, Rudy es enviado en un principio a la universidad filial de Notre Dame, llamada  Holy Cross College con la idea de mejorar sus calificaciones para posteriormente tratar de ser admitido en Notre Dame. También se las arregla para conseguir un trabajo, a tiempo parcial, con Fortune (Charles S. Dutton), jefe del personal de mantenimiento del estadio de Notre Dame y se hace amigo de D-Bob (Jon Favreau), un estudiante graduado de Notre Dame y asistente de enseñanza en su universidad. El socialmente torpe D-Bob ofrece dar clases a Rudy, con la condición de que este le presente algunas chicas. Ante la sospecha de los anteriores problemas académicos de Ruettiger, D-Bob prueba con exámenes psicológicos por lo que Rudy descubre que tiene dislexia. Rudy aprende a superar su discapacidad y se convierte en un mejor estudiante. En las vacaciones de Navidad, Rudy vuelve a la casa paterna con la satisfacción de mostrar a su padre sus calificaciones, pero sigue siendo burlado en sus intentos de jugar futbol americano y también al abandono de Sherry su novia, quien termina por relacionarse con su hermano Johnny (Robert Mohler).
Durante su último año de elegibilidad, Rudy es finalmente admitido en Notre Dame. Él regresa a casa para contarle a su familia. En la fundidora, su padre anuncia por el altavoz: "¡hey, chicos, mi hijo va a Notre Dame!" Después Rudy intenta ingresar al equipo de sus amores como jugador, aunque sin beca deportiva, Ruettiger convence al entrenador Ara Parseghian (Jason Miller), de darle una oportunidad de intentar obtener lugar en el equipo de prácticas como ala defensivo. El entrenador asistente Warren (John Beasley), informa a los jugadores que 35 jugadores aunque tengan beca no formarán parte de la lista del equipo. Sin embargo, Ruettiger demuestra más deseos y se esfuerza más por jugar que algunos de los jugadores con beca y se queda en el equipo de prácticas gracias al entrenador de la línea defensiva Joe Yonto (Ron Dean).
El coach Parseghian se compromete a dar al chico la oportunidad de jugar en un partido en casa en su último año para que su familia y sus amigos pueden verlo como un miembro oficial del equipo. Sin embargo, después de la temporada de 1974 Parseghian renuncia al cargo de entrenador. Después de la llegada de Dan Devine (Chelcie Ross), como el nuevo entrenador en jefe en 1975, decide no dar a Ruettiger la oportunidad de jugar en un partido en casa. Liderados por el capitán del equipo y estrella All-American, Roland Steele (Kevin White), todos los jugadores ofrecen su lugar en el equipo a Rudy y convencen a Devine que Ruettiger juegue en el último partido de la temporada contra la universidad de Georgia Tech.

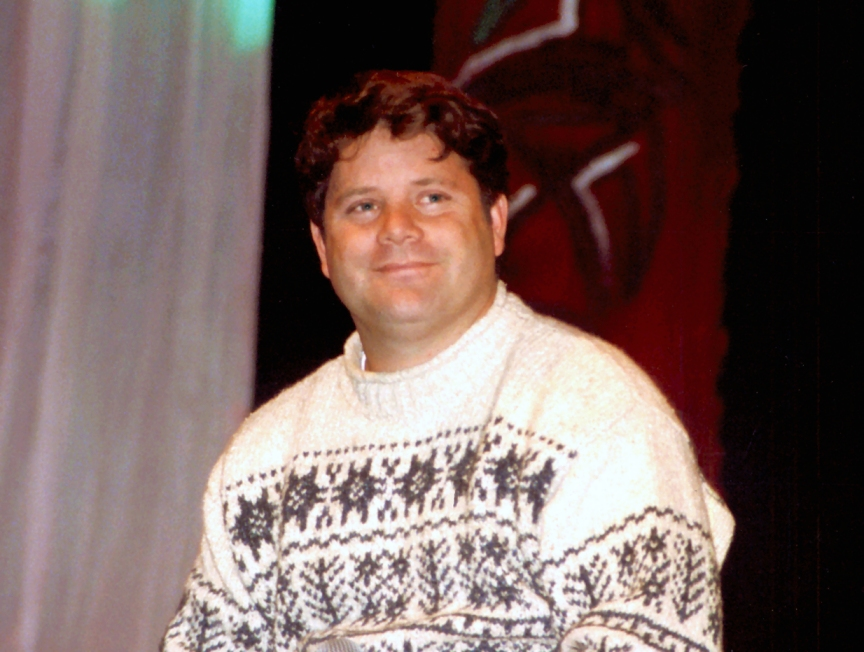
El actor Sean Astin (Rudy Ruettiger)

En el último juego de la temporada de 1975, jugando en la casa de los Irlandeses Peleadores de Notre Dame, Roland Steele uno de los capitanes, le da el honor a Rudy de liderar al equipo fuera del túnel al campo de juego. A medida que el juego llega a su fin y con el juego ganado (24-3), Devine se niega dejar jugar a Rudy, por lo que desde la banca de Notre Dame se inicia un cántico de ¡Rudy, Rudy, Rudy! que pronto llena todo el estadio con la familia del muchacho en las gradas pidiendo el ingreso del chico al partido.
El entrenador Devine finalmente accede a que Rudy juegue en la patada final y se queda en el campo para la última jugada del partido para lograr una increíble captura de mariscal de campo y es llevado a hombros por sus compañeros de equipo, lo que fue la primera vez en la historia de Notre Dame.

## Elenco
- Sean Astin - Daniel "Rudy" Ruettiger, hijo
- Jon Favreau - D-Bob
- Ned Beatty - Daniel Ruettiger, padre
- Charles S. Dutton - Fortune
- Scott Benjaminson - Frank Ruettiger
- Lili Taylor - Sherry
- Christopher Reed - Pete
- Robert Prosky - Padre John Cavanaugh
- Jason Miller - entrenador Ara Parseghian
- Chelcie Ross - entrenador Dan Devine
- Vince Vaughn (aparece como Vincent Vaughn) - Jamie O'Hare
- John Duda - Frank de 15 años
- Luke Massery - Rudy de 13 años
- Greta Lind - Mary
- Mary Ann Thebus - Betty
- John Beasley - entrenador asistente Warren
- Ron Dean - entrenador asistente Yonto
- Kevin White - Roland Steele
- Rudy Ruettiger - Cameo (aparece en las gradas del estadio como un fanático detrás del padre de Rudy)

## Música del filme
1. "Main Title" (3:35)
2. "A Start" (2:27)
3. "Waiting" (2:35)
4. "Back on the Field" (2:07)
5. "To Notre Dame" (6:55)
6. "Tryouts" (4:27)
7. "The Key" (3:55)
8. "Take Us Out" (1:51)
9. "The Plaque" (2:36)
10. "The Final Game" (6:16)

La banda sonora de Rudy ha sido utilizado en más de 12 películas, incluidas las de Angels in the Outfield, The Deep End of the Ocean, Good Will Hunting y Spirit: El corcel indomable.
En 2008, el senador de Arizona, John McCain, utilizó "Take Us Out" como himno oficial durante su campaña presidencial. La pieza musical fue interpretada en los eventos más importantes como en el discurso de aceptación a la canadidatura en la Convención Nacional Republicana y después de que se que anunció que la gobernadora de Alaska, Sarah Palin, sería su compañera de fórmula en Dayton, Ohio.

## La escena de losjerseys
En realidad, unos días antes del juego el coach Devine había anunciado que Rudy se uniformaría para el juego en contra Georgia Tech. La dramática escena en la que cada uno de sus compañeros de equipo coloca su camiseta en el escritorio del entrenador Devine en protesta nunca sucedió; Según Ruettiger, Devine fue persuadido para que le permitiera uniformarse solo después de que varios jugadores mayores lo hicieran. Devine había aceptado ser representado como el "pesado" en la película para lograr un efecto dramático, pero se disgustó al descubrir hasta qué punto fue vilipendiado, diciendo: "La escena de los jerseys es imperdonable. Es una mentira y una mentira". Como invitado en The Dan Patrick Show el 8 de septiembre de 2010, Joe Montana, quien era un miembro activo del equipo cuando Ruettiger jugó en el encuentro de Georgia Tech, confirmó que la escena de las camisetas nunca sucedió, afirmando: "Es un película, recuerda. No todo eso es cierto ... La multitud no estaba cantando, nadie arrojó sus camisetas. No se le entregó el balón del juego. Después del partido Rudy si fue llevado en hombros".

## Críticas
Rudy recibió críticas positivas. Roger Ebert del Chicago Sun-Times escribió que "tiene una frescura y una seriedad que nos implica y al final de la película aceptamos el sueño de Rudy como algo más que simplemente el sentimiento deportivo. Es un ejemplo pequeño pero de gran alcance del espíritu del ser humano". Stephen Holden de The New York Times que "a pesar de la falta de apoyo a Rudy, la película también cuenta con un realismo descarnado que no se encuentra en muchas versiones más costosas con situaciones similares y su final feliz no es el típico salto fantasioso de Hollywood". En The Washington Post, Richard Harrington dijo: "un drama familiar de carácter dulce en el que años de esfuerzo son recompensados por un breve momento de gloria". Kenneth Turan de Los Angeles Times calificó la película como "dulce carácter y sorprendente... este es uno de los nunca rendirse, es una película de deportes que ninguna cantidad de cinismo puede hacer mucha mella en ella".